# Tân Chỉ Lôi
Tân Chỉ Lôi (tiếng Trung: 辛芷蕾, tiếng Anh: Xin Zhilei; sinh ngày 8 tháng 4 năm 1986), thường được biết đến với nghệ danh Tân Chỉ Lôi  là một nữ diễn viên Trung Quốc. Cô được sự chú ý khi tác phẩm điện ảnh Trường Giang Đồ nằm trong các tác phẩm tranh giải tại Liên Hoan phim Berlin lần thứ 66. Tân Chỉ Lôi được được nhiều người biết đến hơn khi tham gia chương trình "Sự ra đời của diễn viên 2017". Cô nổi tiếng với vai diễn Thục Gia Hoàng quý phi Kim Ngọc Nghiên trong bộ phim dài tập Như Ý truyện (2018).

## Sự nghiệp
Tân Chỉ Lôi tốt nghiệp Học viện Hý kịch Trung ương, chuyên ngành Diễn xuất. Năm 2011, Tân Chỉ Lôi chính thức ra mắt với vai diễn Tố Tố trong bộ phim Họa bì bản truyền hình.
Năm 2012, cô tham gia drama hiện đại Một lòng yêu anh do Mango TV sản xuất, vai Lý Giai Huyên. Bộ phim được remake từ drama "Người quản lý khách sạn", vai diễn cô đảm nhận là vai diễn của Song Hye Kyo trong bản Hàn Quốc. Từ sau vai diễn này, truyền thông xứ Trung bắt đầu để ý tới Tân Chỉ Lôi nhưng nguyên nhân lại là gương mặt của cô có đôi nét tương tự "nữ thần xứ kim chi" Song Hye Kyo. Cùng năm, Tân Chỉ Lôi đóng chung với Park Han Buyl trong bộ phim kinh dị "Bút tiên 2" vai Nana. Sau đó một năm, người đẹp được giao vai nữ chính Hào An Lục trong phim "Trường Giang đồ" cùng nam diễn viên Tần Hạo. Bộ phim đạt giải thưởng Kim Mã lần thứ 53 cho Phim điện ảnh xuất sắc nhất và giành giải Âm thanh xuất sắc nhất tại Lễ trao giải Asian Film Awards lần thứ 11.
Năm 2017, cô đóng vai phụ trong phim điện ảnh nổi tiếng Tú Xuân Đao 2: Chiến Trường Tu La. Bộ phim giành giải Chỉ đạo võ thuật xuất sắc nhất tại giải Kim Mã lần thứ 55.
Năm 2018, khi bộ phim dài tập Như Ý truyện công chiếu, Tân Chỉ Lôi bắt đầu nổi tiếng với vai phản diện Gia quý phi Kim Ngọc Nghiên.

## Danh sách phim

### Phim điện ảnh
| Năm  | Tên                                       | Tên tiếng Trung  | Vai diễn       | Chú thích                                                       |
| ---- | ----------------------------------------- | ---------------- | -------------- | --------------------------------------------------------------- |
| 2012 | Ngụy Tình (Haunting Love)                 | 诡爱             | Tiêu Tiêu Nhã  | Vai chính, đóng cặp cùng Thành Nghị Ngoại truyện: Love Drifting |
| 2013 | Bút tiên 2                                | 笔仙II           | Nana           | Vai chính, đóng cùng Park Han Buyl                              |
| 2015 | Impossible                                | 不可思异         | Điền Tinh      | [ 5 ]                                                           |
| 2016 | Trường Giang Đồ                           | 长江图           | An Lục         | Vai chính, đóng cặp cùng Tần Hạo                                |
| 2016 | Blood of Youth                            | 少年             | Nghệ sĩ cello  |                                                                 |
| 2017 | Tú Xuân Đao 2: Chiến Trường Tu La         | 绣春刀II修罗战场 | Đinh Bạch Anh  | [ 8 ]                                                           |
| 2020 | Bạn gái tôi là người máy (Yes, I Do!)     | 我的机器人女友   | Sơ Nhất        | Vai chính, đóng cặp cùng Bao Bối Nhĩ                            |
| 2020 | Đội Cứu Hộ Trên Không (The Rescue)        | 紧急救援         | Phương Vũ Lăng | [ 10 ]                                                          |
| 2021 | Lược Đồ Trong Đồ Cổ (Schemes in Antiques) | 古董局中局       | Hoàng Yên Yên  | Vai chính, đóng cùng Lý Hiện, Lôi Giai Âm                       |
| 2021 | Có Một Chút Rung Động (Tempting Hearts)   | 有一点动心       |                | Cameo                                                           |
| TBA  | The Fools Have Gathered                   | 笨蛋都到齐了     |                | [ 12 ]                                                          |
| TBA  | The Perfect Blue                          | 她杀             | Phương Diễm    | [ 13 ]                                                          |
|      |                                           |                  |                |                                                                 |

### Phim truyền hình
| Năm  | Tên                                                               | Tên tiếng Trung  | Vai diễn                   | Chú thích                                           |
| ---- | ----------------------------------------------------------------- | ---------------- | -------------------------- | --------------------------------------------------- |
| 2011 | Họa bì                                                            | 画皮             | Tố Tố                      |                                                     |
| 2012 | Thiên thiên ái thượng nhĩ                                         | 偏偏爱上你       | Lý Giai Xuyên              | [ 14 ]                                              |
| 2013 | Nữ nhân bang                                                      | 女人帮           | Gao Xinxin                 | [ 15 ]                                              |
| 2014 | Đổng tiểu thư                                                     | 懂小姐           | Bạn thân của Đổng tiểu thư | [ 16 ]                                              |
| 2015 | Cuộc đời cách mạng của Vương Đại Hoa                              | 王大花的革命生涯 | Giang Quế Phân             | Vai chính, đóng cùng Diêm Ny và Trương Bác          |
| 2015 | Hoa Tư Dẫn chi tuyệt ái chi thành                                 | 华胥引之绝爱之城 | Nam Cung Thanh             | [ 18 ]                                              |
| 2015 | Mặt trăng bao bọc ngàn sao                                        | 拥抱星星的月亮   | Hạ Minh Nguyệt             | Vai chính, đóng cùng Đại Húc và Đường Tằng          |
| 2018 | Luyến ái tiên sinh                                                | 恋爱先生         | Cố Dao                     | [ 20 ]                                              |
| 2018 | Socola hạnh phúc                                                  | 幸福巧克力       | Chung Khoản Khoản          | Vai chính, đóng cùng Lei Mu và Phó Tân Bác          |
| 2018 | Đấu phá thương khung                                              | 斗破苍穹         | Medusa                     | [ 22 ]                                              |
| 2018 | Chuyên gia tình yêu (tên phim chiếu ở Việt Nam: Quý ông hoàn hảo) | 恋爱先生         | Cố Dao                     | [ 23 ]                                              |
| 2018 | Như Ý truyện                                                      | 如懿传           | Kim Ngọc Nghiên            | [ 24 ]                                              |
| 2019 | Ma thổi đèn: Nộ tinh Tương Tây                                    | 鬼吹灯之怒晴湘西 | Hồng cô nương              | Vai chính, đóng cùng Phan Việt Minh và Cao Vỹ Quang |
| 2019 | Cùng bố đi du học                                                 | 带着爸爸去留学   | Lâm Táp                    | Vai chính, đóng cùng Tôn Hồng Lôi                   |
| 2019 | Khánh dư niên                                                     | 庆余年           | Hải Đường Đóa Đóa          | [ 27 ]                                              |
| 2020 | Lang điện hạ                                                      | 狼殿下           | Dao Cơ                     | Vai thứ chính                                       |
| 2021 | Thắng Thua                                                        | 输赢             | Lạc Gia                    | Vai chính, đóng cặp cùng Trần Khôn                  |
| 2022 | Người chơi vượt thời không                                        | 超时空大玩家     | Rao Ai Min/ Wang Si Si     | Vai chính, đóng cặp cùng Ngụy Đại Huân              |
| 2024 | Khánh dư niên 2                                                   | 庆余年 2         | Hải Đường Đóa Đóa          |                                                     |

### Đĩa đơn
| Năm  | Tựa bài hát  | Tựa tiếng trung | Album          |
| ---- | ------------ | --------------- | -------------- |
| 2019 | "Cuồng lãng" | 狂浪            | The Rescue OST |

## Giải thưởng và đề cử
| Năm  | Giải thưởng                                                | Hạng mục                                                     | Đề cử                                              | Kết quả | Tham khảo |
| ---- | ---------------------------------------------------------- | ------------------------------------------------------------ | -------------------------------------------------- | ------- | --------- |
| 2019 | Giải Hoa Đỉnh lần thứ 26                                   | Nữ diễn viên chính xuất sắc nhất (phim truyền hình cổ trang) | Ma Thổi Đèn: Nộ Tinh Tương Tây                     | Đề cử   | [ 30 ]    |
| 2019 | Kim Cốt Đoá - Liên hoan phim và truyền hình mạng lần thứ 4 | Nữ diễn viên chính xuất sắc nhất                             | Ma Thổi Đèn: Nộ Tinh Tương Tây, Cùng cha đi du học | Đề cử   | [ 31 ]    |